# Here It Comes Again
«Here It Comes Again» стал первым синглом со второго альбома Melanie C «Reason». Сингл был хорошо разрекламирован посредством радио, телевидения и в журнальных интервью, был выпущен 24 февраля 2003 года и стартовал с 7 места в Великобритании. Выше 7 строчки ему не удалось подняться. За первую неделю он разошёлся в 19000 копий. Всего сингл продержался в чарте Великобритании 8 недель за это время было продано всего 40890 копий. Более 500 000 копий по всему миру В итоге сингл стал только 191-м самым продаваемым синглом 2003 года в Великобритании.

## Список композиций
- Канада CD single
Европа CD single #1
Великобритания Cassette single

1. "Here It Comes Again" (Radio Edit) — 4:04
2. "Love to You" — 4:36

- Австралия/Великобритания CD single
Европа CD single #2

1. «Here It Comes Again» (Radio edit) — 4:07
2. «Love to You» — 4:36
3. «Like That» — 3:09

- Великобритания DVD

1. «Here It Comes Again» (Music Video) — 4:07
2. «Love to You» — 4:36
3. «Living Without You» — 4:06
4. Behind the Scenes at «Here It Comes Again» Video shoot — 2:00

## Чарты
| Чарт (2003)                                | Пик позиция |
| ------------------------------------------ | ----------- |
| Австралия (ARIA)                           | 49          |
| Австрия (Ö3 Austria Top 40)                | 49          |
| Бельгия/Фландрия (Ultratip Bubbling Under) | 2           |
| Бельгия/Валлония (Ultratip Bubbling Under) | 18          |
| Бразилия (ABPD)                            | 15          |
| Дания (Tracklisten)                        | 15          |
| Германия (GfK)                             | 59          |
| Ирландия (IRMA)                            | 19          |
| Италия (FIMI)                              | 12          |
| Нидерланды (Dutch Top 40)                  | 36          |
| Нидерланды (Single Top 100)                | 22          |
| Шотландия (OCC Scotland)                   | 6           |
| Испания (PROMUSICAE)                       | 16          |
| Швеция (Sverigetopplistan)                 | 36          |
| Швейцария (Schweizer Hitparade)            | 61          |
| Великобритания (OCC UK Singles)            | 7           |

| Чарт (2003)                                         | Позиция |
| --------------------------------------------------- | ------- |
| Великобритания (UK Singles Official Charts Company) | 191     |